# Charles Verhasselt
Gustavus Carolus (Charles) Verhasselt (Gent, 25 maart 1902 – Brussel, 1993) was een Belgisch beeldhouwer en medailleur.

## Leven en werk
Charles Verhasselt was een zoon van beeldhouwer Eduardus Emilius Verhasselt en Elvira Carolina Medo. Binnen de familie werd hij aanvankelijk Gustaaf genoemd. Hij werd opgeleid aan de Academie in Sint-Niklaas (ca. 1922) en aan de Koninklijke Academie en het Hoger Instituut in Antwerpen. Hij was een leerling van Égide Rombaux en Josuë Dupon. Hij werd uitvoerder op het atelier van Rombaux, later zelfstandig beeldhouwer. In 1925 won Verhasselt de Grote Prijs voor Beeldhouwen van de Koninklijke Academie van België en de Prijs van Lerius. Hij deed ook een gooi naar de Prix de Rome en de Godecharleprijs (1930), maar dat leverde hem slechts een vermelding bij de laatste op. Hij trouwde in 1931 met Anne Van Nuffel (1908-1993, schilder en keramist. Verhasselt was van 1947 tot 1972 leraar aan de Koninklijke Academie voor Schone Kunsten van Brussel. Tot zijn leerlingen behoorden Anne Canneel, Freddy Danneel, Ria Nelissen en Lucienne Vandervinnen.
Verhasselt maakte bustes, figuren, naakten, reliëfs en decoratief bouwbeeldhouwwerk. Hij nam diverse keren aan tentoonstellingen mee, waaronder de wereldtentoonstelling van 1930 in Antwerpen en de wereldtentoonstelling van 1935 in Brussel, verder de Gentse salon (1947), de 3e biënnale openluchttentoonstellingen in het Erasmushuis in Anderlecht (1950, 1952), de biënnales van Middelheim (1955, 1961, 1963), exposities in het Brussels Congressenpaleis en de internationale tentoonstelling in Legnano, Italië (1967). In 1971 werd hij lid van de Academie Leonardo da Vinci in Rome en bekroond met een gouden medaille.

## Enkele werken
- 1927 decoratief beeldhouwwerk voor het Justitiepaleis in Leuven.
- 1930 bronzen beeld van Christus Koning bij de Dorpsschool in Rekem.
- 1960 bronzen beeld Meisje met de appel, collectie Belgische staat.
- 1962 uitvoering van De verloving, naar een ontwerp van Henriëtte Calais (1902-1993), Generaal de Longuevillelaan, Sint-Pieters-Woluwe.[4]
- beeld van Sint-Amandus voor de parochiekerk Sint-Amandus en Sint-Anna in Zwevegem.
- marmeren bustes van koning Leopold I van België en koningin Louise Marie voor de Nationale Bank van België.
- buste van Marie Nypels (1854-1935), echtgenote van Henri Dobbelaere.
- reliëfs voor de drie boogtrommels boven de entree van de Onze-Lieve-Vrouw van de Rozenkranskerk in Ukkel.
- gevelreliëf voor het gebouw van de Regie van Telegraaf en Telefoon in Mechelen.

## Werk in openbare collecties
- Erasmushuis, Anderlecht
- Museum voor Schone Kunsten, Gent

- RKD-Nederlands Instituut voor Kunstgeschiedenis: 101755